# IEEE 802.11ah
IEEE 802.11ah是802.11家族的一項無線網路標準，由IEEE標準協會制定，旨在透過 1Ghz 免授權頻段提供低功耗、長距離的無線區域網路（WLAN），Wi-Fi聯盟自2016年定名為WiFi HaLow。

## 概述
802.11ah最早於2013年由IEEE提出第一版標準草案，2016年通過正式版規範，同年定名為WiFi HaLow。其制定目標是在1公里的傳輸距離下能提供100Kbps的傳輸效能，並提供低功耗、多節點的使用場景，主要應用於感測器、穿戴式裝置等裝置間的資料傳輸。
802.11ah實體層與802.11ac相仿，同樣支援256QAM、波束成型與MU-MIMO技術。使用的頻段為1Ghz以下的免許可頻段 (實際工作頻率需視各國規定)，可使用的工作頻率頻寬有1、2、4、8與16Mhz，提供150 Kbps至347 Mbps不等的傳輸速率。

## 競爭標準
與802.11ah主打低功耗與長距離的特性，在物聯網與特定市場上有數個與其競爭協定。
- 低功耗藍芽
- ZigBee
- LoRa
- Sub-1Ghz
- Thread

## 使用頻段
802.11ah使用的頻段為各國1Ghz以下的免授權頻段，不一定僅為 900Mhz，部分廠商推出的產品也會支援900Mhz以外的頻段。
| 國家/地区            | 可使用頻段（Mhz）     | 最高工作頻寬（Mhz） | 備註                                                            |
| -------------------- | --------------------- | ------------------- | --------------------------------------------------------------- |
| 美國                 | 902 - 928             | 16                  |                                                                 |
| 南韓                 | 917.5 - 923.5         | 4                   |                                                                 |
| 中國大陆（不含澳门） | 755 - 787             | 8                   |                                                                 |
| 日本                 | 916.5 - 927.5         | 1                   |                                                                 |
| 新加坡               | 866 - 869、 920 - 925 | 4                   |                                                                 |
| 台灣                 | 無資料                | 無資料              | 台灣的902 - 928 Mhz作為行動電話頻段，1Ghz以下的免授權頻段無資料 |

## 另請參閱
- WLAN信道列表
- IEEE